# Liste der längsten Tunnel der Erde
Diese Liste zeigt eine Auswahl der bestehenden, im Bau befindlichen und geplanten längsten Tunnel der Erde mit mehr als 5000 Metern Länge.

## Bestehende Tunnelbauwerke
| Name                               | Länge in m | Staat | Lage                                                                                  | Funktion              | Fertigstellung | Rekord/Bemerkung |
| ---------------------------------- | ---------- | ----- | ------------------------------------------------------------------------------------- | --------------------- | -------------- | --- |
| Päijänne-Tunnel (Rösche)           | 119.600    | FI    | Päijänne-See – Helsinki                                                               | Wasserversorgung      | 1982           | Längster Felstunnel der Erde |
| Linie 6 der U-Bahn Chengdu         | 68.223     | CN    | Wangcong-Tempel – Lanjiagou                                                           | U-Bahn                | 2020           | Längster U-Bahn-Tunnel der Erde |
| Gotthard-Basistunnel               | 57.104     | CH    | Alpen                                                                                 | Eisenbahn             | 2016           | Längster Eisenbahntunnel der Erde |
| U-Bahn-Linie 10 (Peking)           | 57.100     | CN    | Peking                                                                                | U-Bahn                | 2012           | |
| Seikan-Tunnel                      | 53.850     | JP    | Tsugaru-Straße                                                                        | Eisenbahn             | 1988           | zwei unterirdische Bahnhöfe, dazwischen Meeresunterquerung |
| Eurotunnel                         | 50.450     | FR GB | Ärmelkanal                                                                            | Eisenbahn             | 1994           | Längste Strecke unter dem Meer |
| Yulhyeon-Tunnel                    | 50.300     | KR    | Seoul                                                                                 | Eisenbahn             | 2016           | |
| U-Bahn-Linie 5 (Seoul)             | 47.700     | KR    | Seoul                                                                                 | U-Bahn                | 1995           | |
| U-Bahn-Linie 3 (Nanjing)           | 41.567     | CN    | Nanjing                                                                               | U-Bahn                | 2015           | |
| Serpuchowsko-Timirjasewskaja-Linie | 41.500     | RU    | Moskau                                                                                | U-Bahn                | 2002           | Längster U-Bahn-Tunnel Europas |
| MetroSur (Madrid)                  | 40.960     | ES    | Madrid                                                                                | U-Bahn                | 2003           | |
| Ōedo-Linie                         | 40.700     | JP    | Tokio                                                                                 | U-Bahn                | 2000           | |
| Lötschberg-Basistunnel             | 34.576     | CH    | Alpen                                                                                 | Eisenbahn             | 2007           | |
| Koralmtunnel                       | 32.893     | AT    | Koralpe                                                                               | Eisenbahn             | 2025           | |
| Neuer Guanjiao-Tunnel              | 32.645     | CN    | Qinghai                                                                               | Eisenbahn             | 2014           | Teil der Lhasa-Bahn, Längster Eisenbahntunnel Chinas |
| U-Bahn-Linie 2 (Guangzhou)         | 32.000     | CN    | Guangzhou                                                                             | U-Bahn                | 2010           | |
| U-Bahn-Linie U7 (Berlin)           | 31.800     | DE    | Berlin                                                                                | U-Bahn                | 1984           | U-Bahn verläuft vollständig unterirdisch. War bis zum Bau des Seikan-Tunnels längster Tunnel der Erde.                                                                     |
| U-Bahn-Linie 1 (Peking)            | 31.040     | CN    | Peking                                                                                | U-Bahn                | 1987           | |
| Guadarrama-Tunnel                  | 28.418     | ES    | Schnellfahrstrecke Madrid–Valladolid                                                  | Eisenbahn             | 2007           | Längster Eisenbahntunnel Spaniens (Oströhre 28.407 m) |
| Westlicher Qinling-Tunnel          | 28.236     | CN    | Qin-Ling-Gebirgszug                                                                   | Eisenbahn             | 2016           | |
| Taihangshan-Tunnel                 | 27.848     | CN    | Taihang-Gebirge                                                                       | Eisenbahn             | 2007           | Teil der Schnellfahrstrecke Qingdao–Taiyuan |
| Large Hadron Collider (LHC)        | 26.659     | CH FR | Genf                                                                                  | Teilchenbeschleuniger | 1989           | Verläuft als Kreis, Forschungstunnel des CERN, seit 2001 Tunnel des LHC, zuvor Tunnel des LEP                                                                              |
| Hakkōda-Tunnel                     | 26.445     | JP    | Aomori                                                                                | Eisenbahn             | 2010           | Längster einröhriger, zweigleisiger Landtunnel der Erde |
| Iwate-Ichinohe-Tunnel              | 25.810     | JP    | Präfektur Iwate                                                                       | Eisenbahn             | 2002           | Teil der Tōhoku-Shinkansen |
| Musil-Tunnel                       | 25.080     | KR    | Gangwo / Chungcheongbuk                                                               | Eisenbahn             | 2021           | Neubauabschnitt Wonju–Jecheon der Jungang-Bahn |
| Pajares-Tunnel                     | 24.667     | ES    | Kantabrisches Gebirge, León–Asturien                                                  | Eisenbahn             | 2023           | eine der beiden Röhren mit Dreischienengleis für iberische Breitspur und Normalspur                                                                                        |
| Lærdalstunnel                      | 24.510     | NO    | Vestland                                                                              | Straße                | 2000           | Längster Straßentunnel der Erde, Abschnitt Aurland–Lærdal der E 16 |
| Südlicher Lüliangshan-Tunnel       | 23.473     | CN    | Lüliang-Gebirge, Shanxi                                                               | Eisenbahn             | 2014           | Teil der Bahnstrecke Watang–Rizhao |
| Mittlerer Tianshan-Tunnel          | 22.449     | CN    | Tianshan, Xinjiang                                                                    | Eisenbahn             | 2014           | Teil der Xinjiang-Südbahn |
| Iiyama-Tunnel                      | 22.225     | JP    | Nagano / Niigata                                                                      | Eisenbahn             | 2015           | Neubauabschnitt Iiyama–Jōetsu der Hokuriku-Shinkansen |
| Dai-Shimizu-Tunnel                 | 22.221     | JP    | Mikuni Mountains                                                                      | Eisenbahn             | 1982           | Teil der Jōetsu-Shinkansen |
| Daegwallyeong-Tunnel               | 21.755     | KR    | Pyeongchang                                                                           | Eisenbahn             | 2017           | Teil der Gangneung-Bahn |
| Wushaoling-Tunnel                  | 21.050     | CN    | Gansu                                                                                 | Eisenbahn             | 2006           | Zweiröhriger Eisenbahntunnel, Teil der Bahnstrecke Lanzhou–Xinjiang |
| Lüliangshan-Tunnel                 | 20.785     | CN    | Lüliang-Gebirge, Shanxi                                                               | Eisenbahn             | 2011           | Teil der Bahnstrecke Taiyuan-Zhongwei-Yinchuan |
| Geumjeong-Tunnel                   | 20.323     | KR    | Busan                                                                                 | Eisenbahn             | 2010           | |
| Simplontunnel                      | 19.823     | CH IT | Alpen, Brig (CH) – Iselle di Trasquera (IT)                                           | Eisenbahn             | 1905/1921      | bis 1982 längster Tunnel der Erde |
| Blixtunnel                         | 19.500     | NO    | Oslo                                                                                  | Eisenbahn             | 2022           | Längster Eisenbahntunnel Skandinaviens, Teil der Follobanen |
| Kamchiq-Tunnel                     | 19.200     | UZ    | Quramagebirge                                                                         | Eisenbahn             | 2016           | Längster Tunnel in russischer Breitspur |
| Vereinatunnel                      | 19.054     | CH    | Alpen                                                                                 | Eisenbahn             | 1999           | Längster Meterspur-Eisenbahntunnel |
| Xiaoshanxia-Tunnel                 | 18.954     | CN    | Chongqing                                                                             | Eisenbahn             | 2022           | Teil der Zhengzhou–Wanzhou HSR |
| Shin-Kanmon-Tunnel                 | 18.713     | JP    | Honshū–Kyūshū (Kammon-Meeresstraße)                                                   | Eisenbahn             | 1975           | Teil der San’yō-Shinkansen |
| Vaglia-Tunnel                      | 18.713     | IT    | Apennin                                                                               | Eisenbahn             | 2009           | Teil der Schnellfahrstrecke Bologna–Firenze |
| Apenninbasistunnel                 | 18.490     | IT    | Apennin                                                                               | Eisenbahn             | 1934           | |
| Qinling-Tunnel                     | 18.460     | CN    | Shaanxi                                                                               | Eisenbahn             | 2002           | Teil der Bahnstrecke Xi’an–Ankang |
| Yamate-Tunnel                      | 18.200     | JP    | Tokio                                                                                 | Straße                | 2015           | Teil der Stadtautobahn Tokio, erstes Segment 2007 eröffnet, längster zweiröhriger Straßentunnel der Erde                                                                   |
| Taihang-Tunnel                     | 18.125     | CN    | Taihang-Gebirge, Shanxi/Henan                                                         | Eisenbahn             | 2014           | Teil der Bahnstrecke Watang–Rizhao |
| Zhongnanshan-Tunnel                | 18.040     | CN    | Qin-Ling-Gebirge, Shaanxi                                                             | Straße                | 2007           | Längster Straßentunnel Chinas |
| Gotthard-Strassentunnel            | 16.942     | CH    | Alpen                                                                                 | Straße                | 1980           | Längster Straßentunnel in den Alpen |
| Rokkō-Tunnel                       | 16.250     | JP    | Rokkō-Berg                                                                            | Eisenbahn             | 1972           | Teil der San’yō-Shinkansen |
| Taiyue-Tunnel                      | 16.194     | CN    | Taiyue-Gebirge, Shanxi                                                                | Eisenbahn             | 2014           | Teil der Bahnstrecke Watang–Rizhao |
| Fajiushan-Tunnel                   | 16.007     | CN    | Fajiu-Gebirge, Shanxi                                                                 | Eisenbahn             | 2014           | Teil der Bahnstrecke Watang–Rizhao |
| Münsterertunnel                    | 15.990     | AT    | Unterinntal                                                                           | Eisenbahn             | 2012           | Längster Tunnel Österreichs |
| Xiangshan-Tunnel                   | 15.901     | CN    | Provinz Fujian                                                                        | Eisenbahn             | 2012           | Teil der Bahnstrecke Longyan–Xiamen |
| Terfener Tunnel                    | 15.840     | AT    | Unterinntal                                                                           | Eisenbahn             | 2012           | |
| Furka-Basistunnel                  | 15.381     | CH    | Alpen                                                                                 | Eisenbahn             | 1982           | |
| Ceneri-Basistunnel                 | 15.400     | CH    | Alpen                                                                                 | Eisenbahn             | 2020           | |
| Seweromuisker Tunnel               | 15.343     | RU    | Stanowoihochland                                                                      | Eisenbahn             | 2001           | Längster Eisenbahntunnel Russlands |
| Monte-Santomarco-Tunnel            | 15.332     | IT    | Sila                                                                                  | Eisenbahn             | 1987           | Teil der Bahnstrecke Paola–Cosenza |
| Haruna-Tunnel                      | 15.300     | JP    | Präfektur Gunma                                                                       | Eisenbahn             | 1982           | Teil der Jōetsu-Shinkansen |
| Firenzuola-Tunnel                  | 15.285     | IT    | Apennin                                                                               | Eisenbahn             | 2009           | Teil der Schnellfahrstrecke Bologna–Firenze |
| Gorigamine-Tunnel                  | 15.200     | JP    | Akaishi-Gebirge                                                                       | Eisenbahn             | 1997           | Teil der Hokuriku-Shinkansen |
| Gotthardtunnel                     | 15.003     | CH    | Alpen                                                                                 | Eisenbahn             | 1882           | bis 1905 längster Tunnel der Erde |
| Mount-Macdonald-Tunnel             | 14.723     | CA    | Rocky Mountains                                                                       | Eisenbahn             | 1988           | Längster Eisenbahntunnel in Amerika |
| Lötschbergtunnel                   | 14.612     | CH    | Alpen                                                                                 | Eisenbahn             | 1913           | |
| Romeriksporten                     | 14.580     | NO    | Oslo                                                                                  | Eisenbahn             | 1999           | Zweitlängster Eisenbahntunnel Skandinaviens, Teil der Gardermobanen |
| Zigana-Tunnel                      | 14.481     | TR    | Ostpontisches Gebirge                                                                 | Straße                | 2023           | Längster Tunnel der Türkei |
| Ryfylketunnel                      | 14.400     | NO    | Stavanger-Tau                                                                         | Straße                | 2019           | Längster Unterwasserstraßentunnel der Erde; bis 292 m unter dem Meer (tiefster der Erde); längster zweiröhriger Straßentunnel Europas; frühere Bezeichnung „Solbakktunnel“ |
| Ovittunnel                         | 14.346     | TR    | Ostpontisches Gebirge                                                                 | Straße                | 2018           | Bis 2023 längster Tunnel der Türkei |
| Arlberg-Straßentunnel              | 13.972     | AT    | Alpen                                                                                 | Straße                | 1978           | Längster Straßentunnel Österreichs |
| Mont-Cenis-Eisenbahntunnel         | 13.700     | FR IT | Alpen                                                                                 | Eisenbahn             | 1871           | |
| Marmaray                           | 13.600     | TR    | Bosporus                                                                              | Eisenbahn             | 2013           | |
| Hex-River-Tunnel                   | 13.500     | ZA    | Hex River Pass                                                                        | Eisenbahn             | 1989           | Längster Tunnel Afrikas |
| Savio-Tunnel                       | 13.500     | FI    | bei Helsinki                                                                          | Eisenbahn             | 2008           | Zwischen Vuosaari und Kerava |
| Wienerwaldtunnel                   | 13.356     | AT    | Wienerwald                                                                            | Eisenbahn             | 2012           | Teil der Neuen Westbahn |
| Schlerntunnel                      | 13.287     | IT    | Alpen                                                                                 | Eisenbahn             | 1994           | Teil der Brennerbahn |
| Hsuehshan-Tunnel                   | 12.942     | TW    | Xueshan-Gebirge                                                                       | Straße                | 2007           | Längster Straßentunnel Taiwans, zweitlängster Straßentunnel Ostasiens, zweitlängster zweiröhriger Straßentunnel der Erde                                                   |
| Fréjus-Straßentunnel               | 12.895     | FR IT | Alpen                                                                                 | Straße                | 1980           | auch Mont-Cenis-Tunnel Modane FR – Bardonecchia IT |
| Inntaltunnel                       | 12.696     | AT    | Alpen                                                                                 | Eisenbahn             | 1994           | |
| Kaskadentunnel                     | 12.537     | US    | Kaskadenkette                                                                         | Eisenbahn             | 1929           | |
| Lainzer Tunnel                     | 12.300     | AT    | Wien                                                                                  | Eisenbahn             | 2012           | Verbindungstunnel zwischen Westbahn und Südbahn |
| Holmestrandporten                  | 12.300     | NO    | Vestfoldbanen                                                                         | Eisenbahn             | 2016           | Tunnel mit Bahnhof im Tunnel |
| Maijishan-Tunnel                   | 12.290     | CN    | Gansu                                                                                 | Straße                | 2009           | |
| Mont-Blanc-Tunnel                  | 11.600     | FR IT | Alpen                                                                                 | Straße                | 1965           | |
| Nam-Liong-Tunnel                   | 11.526     | CN    | Taihang-Gebirge                                                                       | Eisenbahn             | 2009           | Teil der Schnellfahrstrecke Qingdao–Taiyuan |
| Gudvangatunnel                     | 11.428     | NO    | Vestland                                                                              | Straße                | 1991           | Abschnitt Gudvangen–Undredal der E 16 |
| Eysturoyartunnilin                 | 11.238     | FO    | Tangafjørður und Skálafjørður Streymoy–Eysturoy (Hvítanes–Strendur–Rókin bei Runavík) | Straße                | 2020           | 189 m unter dem Meer, dritter unterseeischer Tunnel der Färöer, drei Einfahrten und Kreisverkehr im Tunnel                                                                 |
| Pir Panjal Tunnel                  | 11.215     | IN    | Pir Panjal, Vorderer Himalaya                                                         | Eisenbahn             | 2012           | Längster Tunnel Indiens |
| Folgefonntunnel                    | 11.150     | NO    | Fv 49, unterquert Folgefonnagletscher                                                 | Straße                | 2001           | |
| Kan'etsu-Tunnel                    | 11.055     | JP    | Niigata/Gifu                                                                          | Straße                | 1991           | Längster Straßentunnel Japans |
| Sandoyartunnilin                   | 10.785     | FO    | Skopunarfjørður Streymoy–Sandoy                                                       | Straße                | 2023           | 147 m unter dem Meer, vierter unterseeischer Tunnel der Färöer |
| Landrückentunnel                   | 10.779     | DE    | Landrücken                                                                            | Eisenbahn             | 1988           | Längster Eisenbahntunnel Deutschlands, Teil der Schnellfahrstrecke Hannover–Würzburg                                                                                       |
| Lieråsentunnel                     | 10.723     | NO    | Drammenbanen                                                                          | Eisenbahn             | 1973           | |
| Toventunnel                        | 10.665     | NO    | Nordland Rv 78                                                                        | Straße                | 2014           | |
| Arlbergtunnel (Eisenbahn)          | 10.648     | AT    | Alpen                                                                                 | Eisenbahn             | 1884           | |
| Donghu-See-Tunnel                  | 10.600     | CN    | Provinz Hubei                                                                         | Straße                | 2015           | Längster Tunnel unter einem See in China |
| Mündener Tunnel                    | 10.525     | DE    | Naturpark Münden                                                                      | Eisenbahn             | 1989           | Teil der Schnellfahrstrecke Hannover–Würzburg |
| Finsetunnel                        | 10.300     | NO    | Bergenbahn                                                                            | Eisenbahn             | 1993           | Im Inneren des Tunnels befindet sich mit 1237 moh. höchster Punkt im norwegischen Eisenbahnnetz                                                                            |
| Gran-Sasso-Tunnel                  | 10.176     | IT    | Apennin                                                                               | Straße                | 1984/1995      | Das Forschungszentrum Laboratori Nazionali del Gran Sasso befindet sich in Nebenanlagen des Tunnels                                                                        |
| Qingyang-Tunnel                    | 10.100     | CN    | Provinz Shandong                                                                      | Eisenbahn             | 2018           | Teil der Zweite Schnellfahrstrecke Qingdao–Jinan |
| Plabutschtunnel                    | 10.085     | AT    | Alpen                                                                                 | Straße                | 1987/2004      | Zweitlängster zweiröhriger Straßentunnel Europas |
| Jondalstunnel                      | 10.050     | NO    | Fv 49                                                                                 | Straße                | 2012           | |
| Duplex A86                         | 10.000     | FR    | westlich Paris                                                                        | Straße                | 2009/2011      | Die zwei Richtungsfahrbahnen befinden sich auf zwei Ebenen in einer Röhre                                                                                                  |
| Moffat-Tunnel                      | 9.997      | US    | Colorado                                                                              | Eisenbahn             | 1928           | |
| Tokyo-Wan-Aqua-Line                | 9.500      | JP    | Bucht von Tokio                                                                       | Straße                | 1997           | Längste Strecke unter dem Meer für Autos |
| Liupantunnel                       | 9.485      | CN    | Liupan Shan                                                                           | Straße                | 2016           | im Verlauf der Autobahn Qingdao-Lanzhou (G 22) |
| Katzenbergtunnel                   | 9.385      | DE    | Markgräflerland                                                                       | Eisenbahn             | 2012           | Längster in Betrieb befindlicher Doppelröhren-Eisenbahntunnel Deutschlands, Teil der Ausbau- und Neubaustrecke Karlsruhe–Basel                                             |
| Mælefjelltunnel                    | 9.355      | NO    | Mælefjell (Telemark)                                                                  | Straße                | 2019           | Abschnitt Seljord–Hjartdal der E 134 (Haukelivegen) |
| Seelisbergtunnel                   | 9.292      | CH    | am Vierwaldstättersee                                                                 | Straße                | 1980           | |
| Chennani-Nashri Tunnel             | 9.280      | IN    | Pir Panjal                                                                            | Straße                | 2017           | |
| Zuc-del-Bor-Tunnel                 | 9.222      | IT    | Alpen                                                                                 | Eisenbahn             | 2000           | Teil der Pontebbana |
| Zimmerberg-Basistunnel             | 9.100      | CH    | Zürich–Thalwil                                                                        | Eisenbahn             | 2003           | Nur der in einer ersten Etappe realisierte Bau (Teil 1) |
| Kvinesheitunnel                    | 9.065      | NO    | Sørlandsbanen                                                                         | Eisenbahn             | 1944           | |
| Rohtang-Tunnel                     | 9.020      | IN    | Rohtang-Pass, Himalaya                                                                | Straße                | 2020           | Längster Tunnel auf über 3000 Metern Höhe |
| Karmøytunnel                       | 8.900      | NO    | Karmøy–E39                                                                            | Straße (unter See)    | 2013           | T-Bauform (drei oberirdische Zufahrten verbunden durch unterirdischen Kreisverkehr)                                                                                        |
| Kaimai-Tunnel                      | 8.879      | NZ    | Kaimai Range                                                                          | Eisenbahn             | 1978           | Längster Tunnel Neuseelands |
| Boßlertunnel                       | 8.806      | DE    | Baden-Württemberg                                                                     | Eisenbahn             | 2022           | Teil der SFS Wendlingen–Ulm |
| Rimutaka-Tunnel                    | 8.798      | NZ    | Remutaka Range                                                                        | Eisenbahn             | 1955           | Längster Tunnel Neuseelands bis 1978, heute zweitlängster |
| S-Bahn-Tunnel Stuttgart            | 8.788      | DE    | Stuttgart                                                                             | Eisenbahn             | 1985           | Teilinbetriebnahme 1978, längster S-Bahntunnel Deutschlands, fünf unterirdische Bahnhöfe, Verlängerung im Zuge von Stuttgart 21 im Bau                                     |
| Tunnel Variante di Valico          | 8.703      | IT    | Barberino di Mugello–Sasso Marconi                                                    | Straße                | 2015           | |
| Túnel de La Línea                  | 8.652      | CO    | Zentralkordillere                                                                     | Straße                | 2020           | Längster Straßentunnel Südamerikas |
| Tunelão                            | 8.645      | BR    | Bom Jardim de Minas                                                                   | Eisenbahn             | 1983           | Längster Eisenbahntunnel Südamerikas |
| Rickentunnel                       | 8.604      | CH    | Kaltbrunn–Wattwil                                                                     | Eisenbahn             | 1910           | |
| Somport-Tunnel                     | 8.602      | FR ES | Pyrenäen                                                                              | Straße                | 2003           | Zwischen Canfranc, Spanien und Les Forges d’Abel, Frankreich |
| Grenchenbergtunnel                 | 8.578      | CH    | Jura                                                                                  | Eisenbahn             | 1915           | Zwischen Grenchen (SO) und Moutier (BE) |
| Otira-Tunnel                       | 8.550      | NZ    | Neuseeländische Alpen                                                                 | Eisenbahn             | 1923           | Längster Tunnel Neuseelands bis 1955, heute drittlängster, längster auf der Südinsel                                                                                       |
| Tauerntunnel                       | 8.550      | AT    | Alpen                                                                                 | Eisenbahn             | 1909           | |
| Korgfjelltunnel                    | 8.533      | NO    | Nordland                                                                              | Straße                | 2005           | Abschnitt Knutlia–Korgen der E 6 |
| Hallandsåstunnel                   | 8.500      | SE    | Schonen/Halland                                                                       | Eisenbahn             | 2015           | Längster Eisenbahntunnel Schwedens |
| Lowari-Tunnel                      | 8.500      | PK    | Lowari-Pass                                                                           | Straße                | 2017           | Längster Tunnel Pakistans |
| Banihal Qazigund Tunnel            | 8.450      | IN    | Pir Panjal, Vorderer Himalaya                                                         | Straße                | 2021           | |
| Hægebostadtunnel                   | 8.474      | NO    | Sørlandsbanen                                                                         | Eisenbahn             | 1943           | |
| Perthustunnel                      | 8.325      | FR ES | Pyrenäen                                                                              | Eisenbahn             | 2010           | Westliche Röhre 8.316 m |
| Gleinalmtunnel                     | 8.320      | AT    | Alpen                                                                                 | Straße                | 1978           | |
| Tunnel Bleßberg                    | 8.314      | DE    | Thüringer Wald                                                                        | Eisenbahn             | 2017           | Teil der Schnellfahrstrecke Nürnberg–Erfurt |
| Megradzortunnel                    | 8.311      | AM    | Kleiner Kaukasus                                                                      | Eisenbahn             | 1985           | Längster Eisenbahntunnel der Sowjetunion, seit 1988 stillgelegt |
| Túnel de Oriente                   | 8.229      | CO    | Zentralkordillere                                                                     | Straße                | 2019           | Ehemals längster Straßentunnel Südamerikas |
| Albvorlandtunnel                   | 8.174      | DE    | Baden-Württemberg                                                                     | Eisenbahn             | 2022           | Teil der SFS Wendlingen–Ulm |
| Hauenstein-Basistunnel             | 8.134      | CH    | Jura                                                                                  | Eisenbahn             | 1916           | Erster Basistunnel zusätzlich zu Scheiteltunnel |
| Tenda-Tunnel                       | 8.099      | FR IT | Alpen                                                                                 | Eisenbahn             | 1898           | |
| Connaught-Tunnel                   | 8.082      | CA    | Selkirk Mountains                                                                     | Eisenbahn             | 1916           | |
| Steigentunnel                      | 8.079      | NO    | Rv 835                                                                                | Straße                | 2005           | |
| Malborghetto-Tunnel                | 8.067      | IT    | Alpen                                                                                 | Eisenbahn             | 2000           | Teil der Pontebbana |
| Trollkonatunnel                    | 8.043      | NO    | Bergensbanen                                                                          | Eisenbahn             | 1985           | |
| Storebælt-Tunnel                   | 8.024      | DK    | Seeland–Sprogø                                                                        | Eisenbahn             | 1997           | Bildet zusammen mit dem Westteil der Storebæltsbroen die Eisenbahnquerung des Großen Belts                                                                                 |
| Karawankentunnel (Eisenbahn)       | 7.976      | AT SI | Alpen                                                                                 | Eisenbahn             | 1906           | 2020 bis 2021 auf ein Streckengleis reduziert worden |
| Bømlafjordtunnel                   | 7.931      | NO    | Bømlafjord                                                                            | Straße E 39           | 2000           | 262 m unter dem Meer |
| Rennsteigtunnel                    | 7.916      | DE    | Thüringer Wald                                                                        | Straße                | 2003           | Längster Straßentunnel in Deutschland |
| Somport-Tunnel                     | 7.875      | FR ES | Pyrenäen                                                                              | Eisenbahn             | 1915           | Bahnverkehr 1970 eingestellt, heute Rettungsweg für den Somport-Straßentunnel                                                                                              |
| Karawankentunnel (Autobahn)        | 7.864      | AT SI | Alpen                                                                                 | Straße                | 1991           | |
| Tunnel de Marseille                | 7.834      | FR    | Marseille                                                                             | Eisenbahn             | 2001           | Längster durchgehend in Frankreich liegender Tunnel |
| Eiksundtunnel                      | 7.807      | NO    | Rv653                                                                                 | Straße                | 2008           | 287 m unter dem Meer (tiefster der Erde bis 2019), Teil des Eiksundsambandet                                                                                               |
| Euerwangtunnel                     | 7.700      | DE    | Fränkische Alb                                                                        | Eisenbahn             | 2004           | Teil der Schnellfahrstrecke Nürnberg–Ingolstadt |
| Ulrikentunnel                      | 7.670      | NO    | Ulriken                                                                               | Eisenbahn             | 1964           | Teil der Bergenbahn, der ersetzte Abschnitt wird als Museumsbahn weitergeführt                                                                                             |
| Hoosac-Tunnel                      | 7.640      | US    | Hoosac Range, Appalachen, MA                                                          | Eisenbahn             | 1875           | bis 1928 längster Tunnel Amerikas |
| Svartisentunnel                    | 7.615      | NO    | Rv 17                                                                                 | Straße                | 1986           | |
| Høyangertunnel                     | 7.534      | NO    | Rv 55                                                                                 | Straße                | 1982           | |
| Vallaviktunnel                     | 7.510      | NO    | Rv 7, Rv 13                                                                           | Straße                | 1985           | |
| Oppdølstrandtunnel                 | 7.430      | NO    | Rv 70                                                                                 | Straße                | 2014           | |
| Tunnel Silberberg                  | 7.407      | DE    | Thüringer Wald                                                                        | Eisenbahn             | 2017           | |
| Åkrafjordtunnel                    | 7.400      | NO    | E 134                                                                                 | Straße E 134          | 2000           | |
| Dietershantunnel                   | 7.375      | DE    | bei Fulda, Hessen                                                                     | Eisenbahn             | 1987           | Teil der Schnellfahrstrecke Hannover–Würzburg |
| Pflerschtunnel                     | 7.349      | IT    | Alpen                                                                                 | Eisenbahn             | 1994           | Teil der Brennerbahn |
| Irlahülltunnel                     | 7.260      | DE    | Fränkische Alb                                                                        | Eisenbahn             | 2004           | Teil der Schnellfahrstrecke Nürnberg–Ingolstadt |
| Tunnel du Rove                     | 7.210      | FR    | Marseille                                                                             | Schifffahrtskanal     | 1927           | Seit Einsturz 1963 außer Betrieb |
| Monte Olimpino 2                   | 7.209      | IT    | westlich Como                                                                         | Eisenbahn             | 1990           | Güterverkehrsumfahrung Comos |
| Oslofjordtunnel                    | 7.200      | NO    | südlich Oslo                                                                          | Straße E 134          | 2000           | |
| Amurtunnel                         | 7.198      | RU    | Amur                                                                                  | Eisenbahn             | 1941           | Längster Eisenbahntunnel der Sowjetunion bis 1985 |
| Monte-Adone-Tunnel                 | 7.135      | IT    | Apennin                                                                               | Eisenbahn             | 1934           | |
| Severn-Tunnel                      | 7.008      | GB    | Severn                                                                                | Eisenbahn             | 1886           | Längster Eisenbahntunnel in Großbritannien |
| Tunnel von Engaña                  | 6.976      | ES    | Kantabrisches Gebirge                                                                 | nie benutzt           | (1959)         | Zwischen 1941 und 1959 als Teil einer strategischen Bahn gebaut, zeitweise provisorische Umleitung für den Straßenverkehr                                                  |
| Finnetunnel                        | 6.970      | DE    | Finne                                                                                 | Eisenbahn             | 2015           | |
| Landecker Tunnel                   | 6.955      | AT    | Alpen                                                                                 | Straße                | 2000           | |
| Camporosso-Tunnel                  | 6.934      | IT    | Alpen                                                                                 | Eisenbahn             | 2000           | Teil der Pontebbana |
| Maurice-Lemaire-Tunnel             | 6.872      | FR    | Vogesen                                                                               | Straße                | 1976           | Längster Straßentunnel innerhalb Frankreichs |
| Nordkaptunnel                      | 6.870      | NO    | E69                                                                                   | Straße E 69           | 1999           | |
| Freudensteintunnel                 | 6.824      | DE    | Kraichgau                                                                             | Eisenbahn             | 1991           | Teil der Schnellfahrstrecke Mannheim–Stuttgart |
| Tazón-Tunnel                       | 6.764      | VE    | Caracas / Miranda                                                                     | Eisenbahn             | 2006           | zweitlängster Eisenbahntunnel in Südamerika, Teil der Neubaustrecke Caracas–Cúa                                                                                            |
| Frudaltunnel                       | 6.758      | NO    | Rv 55                                                                                 | Straße                | 19??           | |
| Pfändertunnel                      | 6.718      | AT    | Alpen                                                                                 | Straße                | 1980           | |
| Hong Kong-Zhuhai-Macau Tunnel      | 6.700      | CN    | Hong Kong-Zhuhai-Macau                                                                | Straße                | 2018           | 45 m unter dem Meer, 6-spurig Teil der längsten Überwasser-Brücke der Erde                                                                                                 |
| Baikaltunnel                       | 6.686      | RU    | Baikalgebirge                                                                         | Eisenbahn             | 1985           | |
| Fodnestunnel                       | 6.604      | NO    | Vestland                                                                              | Straße                | 1993           | |
| Westerscheldetunnel                | 6.600      | NL    | Schelde                                                                               | Straße                | 2003           | |
| San Bernardino                     | 6.596      | CH    | Alpen A13                                                                             | Straße                | 1967           | |
| Innfjordtunnel                     | 6.594      | NO    | E 136                                                                                 | Straße E 136          | 1991           | |
| Kvivstunnel                        | 6.563      | NO    | E 39                                                                                  | Straße E 39           | 2012           | |
| Tunnel von Soumagne                | 6.530      | BE    | Schnellfahrstrecke Aachen-Lüttich                                                     | Eisenbahn             | 2005           | Längster Eisenbahntunnel Belgiens |
| Z-Morh-Tunnel                      | 6.500      | IN    | Ganderbal, Himalaya                                                                   | Straße                | 2023           | |
| Siebergtunnel                      | 6.480      | AT    | nördlich Haag                                                                         | Eisenbahn             | 2001           | Teil der Ausbaustrecke der Westbahn |
| Bibratunnel                        | 6.466      | DE    | Sachsen-Anhalt                                                                        | Eisenbahn             | 2015           | |
| Tauerntunnel                       | 6.401      | AT    | A10                                                                                   | Straße                | 1975/2010      | |
| Fjærlandtunnel                     | 6.397      | NO    | Rv 55                                                                                 | Straße                | 1991           | |
| Wocheiner Tunnel                   | 6.339      | SI IT | Bahnstrecke Jesenice–Trieste                                                          | Eisenbahn             | 1906           | |
| Sørdalstunnel                      | 6.338      | NO    | E 10                                                                                  | Straße E 10           | 2007           | |
| Norðoyatunnilin                    | 6.300      | FO    | Leirvíksfjørður Eysturoy–Borðoy (Leirvík–Klaksvík)                                    | Straße                | 2006           | 150 m unter dem Meer, zweiter unterseeischer Tunnel der Färöer |
| Zlatibor-Tunnel                    | 6.170      | RS    | Zlatibor                                                                              | Eisenbahn             | 1975           | Teil der Bahnstrecke Belgrad–Bar |
| Sozina-Tunnel                      | 6.170      | MN    | Rumija                                                                                | Eisenbahn             | 1975           | Teil der Bahnstrecke Belgrad–Bar |
| Omolion-Tunnel 2                   | 6.100      | GR    | Tempe                                                                                 | Straße                | 2017           | Längster Straßentunnel Südosteuropas |
| Hananipatunnel                     | 6.096      | NO    | Bergensbanen                                                                          | Eisenbahn             | 1971           | |
| Cedara-Tunnel                      | 6.023      | ZA    | Pietermaritzburg                                                                      | Eisenbahn             | 1960           | Teil der Natal Main Line, zweitlängster Eisenbahntunnel Südafrikas |
| Namntalltunneln                    | 6.001      | SE    | Kramfors–Örnsköldsvik                                                                 | Eisenbahn             | 2009           | |
| Llogara-Tunnel                     | 5.992      | AL    | Llogara, Ceraunisches Gebirge                                                         | Straße                | 2024           | Längster Tunnel Albaniens |
| Naustdalstunnel                    | 5.970      | NO    | E 39, Rv 615                                                                          | Straße                | 1995           | |
| Øksendalstunnel                    | 5.966      | NO    | Fv 62                                                                                 | Straße                | 2000           | |
| Katschbergtunnel                   | 5.898      | AT    | Alpen                                                                                 | Straße                | 1974/2008      | Teil der Tauernautobahn |
| Albabstiegstunnel                  | 5.897      | DE    | Baden-Württemberg                                                                     | Eisenbahn             | 2022           | Teil der SFS Wendlingen–Ulm |
| Nord-Süd-Tunnel                    | 5.884      | DE    | Berlin                                                                                | Eisenbahn             | 1939/1992      | S-Bahn Berlin |
| Byfjordtunnel                      | 5.875      | NO    | Rv 521                                                                                | Straße E 39           | 1992           | 223 m unter dem Meer |
| Albulatunnel                       | 5.865      | CH    | Alpen                                                                                 | Eisenbahn             | 1903           | Umrüstung als Sicherheitsstollen nach Inbetriebnahme Albulatunnel II |
| Tosentunnel                        | 5.857      | NO    | Rv 76                                                                                 | Straße                | 1987           | |
| Kalimash-Tunnel                    | 5.650      | AL    | Mirdita                                                                               | Straße                | 2010           | Längster Autobahntunnel Albaniens |
| Strenger Tunnel                    | 5.851      | AT    | Alpen                                                                                 | Straße                | 2006           | |
| Grosser-St.-Bernhard-Tunnel        | 5.850      | CH IT | Grosser St. Bernhard, Alpen                                                           | Straße                | 1964           | |
| Mala-Kapela-Tunnel                 | 5.801      | HR    | Dinariden                                                                             | Straße                | 2005/2009      | Längster Tunnel Kroatiens |
| Atlanterhavstunnel                 | 5.779      | NO    | Fv 64                                                                                 | Straße                | 2009           | |
| Hvalfjarðargöng                    | 5.770      | IS    | Hvalfjörður                                                                           | Straße                | 1998           | 165 m unter dem Meer, zwischen Reykjavík und Akranes |
| Kerenzertunnel                     | 5.760      | CH    | Kerenzerberg, Alpen                                                                   | Straße                | 1986           | |
| Gylandstunnel                      | 5.717      | NO    | Sørlandsbanen                                                                         | Eisenbahn             | 1943           | |
| Finnøytunnel                       | 5.685      | NO    | Fv 519                                                                                | Straße                | 2009           | Unter dem Meer, mit Abzweigung (1.467 Meter) |
| Haukelitunnel                      | 5.682      | NO    | Vestland                                                                              | Straße E 134          | 1982           | |
| Tunnel Sveti Rok                   | 5.679      | HR    | Dinariden                                                                             | Straße                | 2003/2009      | Verbindungstunnel der A1/Zweitlängster Tunnel Kroatiens |
| Souterrain de Riqueval             | 5.677      | FR    | Picardie                                                                              | Schifffahrtskanal     | 1810           | |
| Tunel do Marão                     | 5.625      | PT    | Serra do Marão                                                                        | Straße                | 2016           | |
| Hitratunnel                        | 5.645      | NO    | Fv 714                                                                                | Straße                | 1994           | Unter dem Meer (264 m unter dem Meeresspiegel, tiefster der Erde bis 2008)                                                                                                 |
| Central Artery „Big Dig“           | 5.600      | US    | Boston                                                                                | Straße                | 2003           | Teuerster Straßentunnel (15 Mrd. US-Dollar/12 Mrd. Euro) |
| Mühlbergtunnel                     | 5.528      | DE    | Unterfranken                                                                          | Eisenbahn             | 1986           | Teil der Schnellfahrstrecke Hannover–Würzburg |
| Blanka                             | 5.502      | CZ    | Prag                                                                                  | Straße                | 2015           | |
| Bærumstunnel                       | 5.500      | NO    | Lysaker–Sandvika                                                                      | Eisenbahn             | 2011           | |
| Bosrucktunnel                      | 5.500      | AT    | Spital am Pyhrn-Ardning                                                               | Straße                | 1983           | Grenztunnel zwischen Oberösterreich und Steiermark |
| Jiaozhou-Bucht-Tunnel              | 5.500      | CN    | Jiaozhou-Bucht                                                                        | Straße                | 2011           | 3.300 m davon unter dem Wasser |
| City-Tunnel Frankfurt              | 5.446      | DE    | Frankfurt am Main                                                                     | Eisenbahn             | 1992           | 7 unterirdische Bahnhöfe, zwei mit U-Bahn-Station |
| Tunnel de Puymorens                | 5.410      | FR    | Pyrenäen                                                                              | Eisenbahn             | 1929           | |
| Eurasien-Tunnel                    | 5.400      | TR    | Bosporus                                                                              | Straße                | 2016           | |
| City-S-Bahn Hamburg                | 5.380      | DE    | Hamburg                                                                               | Eisenbahn             | 1979           | 7 unterirdische Bahnhöfe |
| Pfingstbergtunnel                  | 5.380      | DE    | Mannheim                                                                              | Eisenbahn             | 1985           | |
| Hainrodetunnel                     | 5.359      | DE    | Landkreis Hersfeld-Rotenburg                                                          | Eisenbahn             | 1991           | |
| Gravhalstunnel                     | 5.311      | NO    | Bergensbanen                                                                          | Eisenbahn             | 1906           | |
| Frøyatunnel                        | 5.305      | NO    | Fv 714                                                                                | Straße                | 2000           | Unter dem Meer |
| Felbertauerntunnel                 | 5.304      | AT    | Alpen                                                                                 | Straße                | 1967           | Privatstraße der Felbertauernstraße AG |
| Heggurtunnel                       | 5.277      | NO    | Fv 92                                                                                 | Straße                | 1982           | |
| Túnel de Vielha                    | 5.260      | ES    | Pyrenäen                                                                              | Straße                | 1948           | Seit 2007 Versorgungstunnel für die neue Röhre. Offizieller Name Alfons-XIII.-Tunnel.                                                                                      |
| Shahriston-Tunnel                  | 5.253      | TJ    | Serafschankette                                                                       | Straße                | 2012           | Längster Straßentunnel der ehemaligen Sowjetunion |
| Túnel de Vielha                    | 5.230      | ES    | Pyrenäen                                                                              | Straße                | 2007           | Offizieller Name Juan-Carlos-I.-Tunnel. |
| Rauhebergtunnel                    | 5.210      | DE    | Hann. Münden                                                                          | Eisenbahn             | 1991           | |
| Schmittentunnel                    | 5.111      | AT    | B 311                                                                                 | Straße                | 1996           | |
| Freifjordtunnel                    | 5.086      | NO    | Rv 70                                                                                 | Straße                | 1992           | Unter dem Meer |
| Flenjatunnel                       | 5.053      | NO    | Vestland                                                                              | Straße                | 1986           | Abschnitt Flåm–Langhuso der E 16 |
| Ansobtunnel                        | 5.040      | TJ    | Hissargebirge                                                                         | Straße                | 2006           | |
| Túnel del Cadí                     | 5.026      | ES    | Pyrenäen                                                                              | Straße                | 1984           | Abschnitt Bellver–Bagà der E 9 |
| Albulatunnel II                    | 5.864      | CH    | Albulabahn                                                                            | Eisenbahn             | 2024           | |

## Tunnelbauwerke im Bau
| Name                                  | Länge in m | Staat | Lage                      | Funktion           | Bemerkung |
| ------------------------------------- | ---------- | ----- | ------------------------- | ------------------ | --- |
| Brennerbasistunnel (mit Inntaltunnel) | 64.000     | AT IT | Alpen                     | Eisenbahn          | Baubeginn: 2011 geplante Fertigstellung: 2032–2034 Länge Haupttunnel allein: 55 km |
| Mont-Cenis-Basistunnel                | 57.500     | FR IT | Alpen                     | Eisenbahn          | Baubeginn: Sommer 2016 geplante Fertigstellung: 2033 |
| Yigong-Tunnel                         | 42.382     | CN    | Tibet                     | Eisenbahn          | Baubeginn: November 2020 geplante Fertigstellung: unbekannt, Teil der Sichuan-Tibet-Bahn                                                                                                   |
| Sejilashan-Tunnel                     | 37.965     | CN    | Tibet                     | Eisenbahn          | Baubeginn: August 2017 geplante Fertigstellung: 2026, Teil der Sichuan-Tibet-Bahn |
| Gaoligongshan-Tunnel                  | 34.586     | CN    | Yunnan                    | Eisenbahn          | Baubeginn: Dezember 2015 geplante Fertigstellung: 2025 |
| Koralmtunnel                          | 32.900     | AT    | Alpen                     | Eisenbahn          | Baubeginn: Dezember 2008 geplante Fertigstellung: 2025 |
| Semmering-Basistunnel                 | 27.300     | AT    | Alpen                     | Eisenbahn          | Baubeginn: Januar 2014 geplante Fertigstellung: 2030 |
| Boknafjordtunnel                      | 26.700     | NO    | Stavanger                 | Straße             | Bei Fertigstellung längster Straßentunnel der Erde. Baubeginn: 4. Januar 2018 geplante Fertigstellung: 2033 „Rogfast“, 392 Meter unter dem Meer                                            |
| Sengli-Daban-Tunnel                   | 22.130     | CN    | Xinjiang                  | Straße             | Bei Fertigstellung längster zweiröhriger Straßentunnel der Erde und längster Tunnel auf über 4000 Metern Höhe. Baubeginn: 2020 Durchbruch: 30. Dezember 2024 geplante Fertigstellung: 2025 |
| Tunnel unter dem Thane Creek          | 21.150     | IN    | Mumbai                    | Eisenbahn          | Baubeginn: November 2021 geplante Fertigstellung: 2028, Teil der Schnellfahrstrecke Mumbai-Ahmedabad                                                                                       |
| Zimmerberg-Basistunnel                | 20.000     | CH    | Zürich–Zug                | Eisenbahn          | Teil 1: 2003 fertiggestellt (9.100 m) Teil 2: geplante Inbetriebnahme 2037 |
| Fehmarnbelttunnel                     | 17.600     | DE DK | Fehmarnbelt               | Straße + Eisenbahn | Baubeginn: Januar 2021 geplante Fertigstellung: 2029 |
| Vorbeifahrt Stockholm                 | 16.500     | SE    | Stockholm                 | Straße             | Baubeginn: Ende 2014 geplante Fertigstellung: 2030 |
| Schalderer Tunnel                     | 15.400     | IT    | Franzensfeste, Feldthurns | Eisenbahn          | Teil der Brennerbahn, Baubeginn: 2024 geplante Inbetriebnahme: 2032 |
| Helanshan-Tunnel                      | 14.900     | CN    | Ningxia                   | Eisenbahn          | geplante Inbetriebnahme: 2026 |
| Túnel Cumanday                        | 14.200     | CO    | Zentralkordillere         | Straße             | Längster Straßentunnel Südamerikas |
| Tunnel Zoji La                        | 14.200     | IN    | Zoji La Pass, Himalaya    | Straße             | Längster Tunnel Indiens Baubeginn: 19. Mai 2018 geplante Fertigstellung: 2028 |
| Túnel del Toyo                        | 9.800      | CO    | Cordillera Occidental     | Straße             | Bei Fertigstellung längster Tunnel Südamerikas Baubeginn: Juni 2016 geplante Inbetriebnahme: 1. Quartal 2026                                                                               |
| Fildertunnel                          | 9.468      | DE    | SFS Stuttgart–Wendlingen  | Eisenbahn          | Baubeginn: 2014 geplante Inbetriebnahme: Dezember 2025 |
| Višňové-Tunnel                        | 7.520      | SK    | Nordslowakei              | Straße             | Baubeginn: Juni 2014 geplante Inbetriebnahme: 2025 |
| Tunnel der Zweiten Stammstrecke       | 7.008      | DE    | S-Bahn München            | Eisenbahn          | Baubeginn: 2017 geplante Inbetriebnahme: Dezember 2035 |
| Grödner Tunnel                        | 6.500      | IT    | Villnöß, Lajen            | Eisenbahn          | Teil der Brennerbahn, Baubeginn: 2024 geplante Inbetriebnahme: 2032 |
| Großer Istanbul-Tunnel                | 6.500      | TR    | Istanbul                  | Straße + Eisenbahn | Baubeginn: 2018 geplante Inbetriebnahme: 2028 |
| Umfahrt Adler                         | 6.069      | RU    | Adler                     | Straße             | Bei Fertigstellung längster Straßentunnel Russlands. Baubeginn: März 2024 geplante Inbetriebnahme: Dezember 2026                                                                           |
| Tunnel Obertürkheim                   | 5.730      | DE    | Stuttgart 21              | Eisenbahn          | Baubeginn: Dezember 2013 geplante Inbetriebnahme: Dezember 2025 |

## Geplante und beschlossene Tunnelbauwerke
| Name                             | Länge in m            | Staat | Lage                               | Funktion  | Zeitplan |
| -------------------------------- | --------------------- | ----- | ---------------------------------- | --------- | --- |
| Haukelifjelltunnel               | 23.700                | NO    | Haukelifjell                       | Straße    | Geplanter Baubeginn: nicht beschlossen |
| Seekirchnertunnel                | 14.300                | AT    | Flachgau                           | Eisenbahn | Möglicher Baubeginn: 2027 |
| Pfaffensteigtunnel               | ca. 11.000            | DE    | Leinfelden-Echterdingen, Böblingen | Eisenbahn | Teil von Stuttgart 21 |
| Tunnel Offenburg                 | ca. 11.000/ ca. 8.000 | DE    | Offenburg                          | Eisenbahn | Teil der Ausbau- und Neubaustrecke Karlsruhe–Basel, geplante Inbetriebnahme: 2035 |
| Utvikfjelltunnel                 | 9.000                 | NO    | Utvikfjellet                       | Straße    | Geplanter Baubeginn: nicht beschlossen |
| Brüttener Tunnel                 | ca. 9.000             | CH    | Zürich, Winterthur                 | Eisenbahn | Möglicher Baubeginn: 2025 Geplante Inbetriebnahme: 2035 |
| Fernbahntunnel Frankfurt am Main | ca. 8.500             | DE    | Frankfurt am Main                  | Eisenbahn | Fernbahntunnel um den Frankfurter Kopfbahnhof zu entlasten und um Regional- und Fernverkehrslinien voneinander zu trennen. Planung seit 2022, möglicher Baubeginn Anfang der 2030er Jahre, angestrebte Fertigstellung 2040. |
| Güterzugtunnel Fürth             | ca. 7.500             | DE    | Fürth                              | Eisenbahn | Teil der Bahnstrecke Kleinreuth–Eltersdorf, möglicher Baubeginn: 2026 |
| Großer-Grabenbruch-Tunnel        | 5.300                 | KE    | Großer Afrikanischer Grabenbruch   | Eisenbahn | Geplanter Baubeginn: 2017[veraltet] |

## Projektstudien über Tunnelbauwerke
Tunnelbauprojekte, über die offizielle Studien vorhanden sind oder welche sich in der Vorplanungsphase befinden, deren Baubeschluss aber noch aussteht oder fraglich erscheint.
| Name                     | Länge in m | Staat | Lage                         | Funktion                    | Bemerkung |
| ------------------------ | ---------- | ----- | ---------------------------- | --------------------------- | --- |
| Taiwanstraße-Tunnel      | 150.000    | CN TW | Formosastraße                | Eisenbahn                   | Durch die Volksrepublik China politisch motiviert, um das aus ihrer Sicht abtrünnige Taiwan anzubinden, die Wirtschaftlichkeit, technische Machbarkeit und daraus folgend auch der ernsthafte Umsetzungswillen dieses Vorhabens müssen deshalb angezweifelt werden. |
| Japan-Korea-Tunnel       | 128.000    | JP KR | Koreastraße                  | Eisenbahn                   | Realisierung erst wahrscheinlich, wenn Güterverkehr durch Nordkorea möglich, erscheint teilweise als Konkurrenz zum viel kürzeren Sachalin-Hokkaidō-Tunnel und Sachalintunnel als feste Anbindung Japans ans asiatische Festland.                                   |
| Bohai-Tunnel             | 123.000    | CN    | Bohai-Bucht                  | Eisenbahn                   | Zwischen Dalian und Yantai |
| Beringstraßentunnel      | 104.000    | RU US | Beringstraße                 | Eisenbahn / Pipelines       | Kontinentenverbindung zwischen Asien und Amerika, schafft eine Landverbindung zwischen allen besiedelten Kontinenten der Erde ohne Australien / Ozeanien. |
| Talsinki-Tunnel          | 100.000    | Fi Es | Finnischer Meerbusen         | Eisenbahn / Pipelines       | Verbindung der beiden Hauptstädte Tallinn und Helsinki. Damit würde die Großstadt-Region Talsinki gebildet. |
| Ostsee-Bahntunnel        | 97.000     | SE DE | Ostsee                       | Eisenbahn                   | Bahntunnel zwischen Malmö (Schweden) und Stralsund (Deutschland) zur Verbindung von Oslo nach Berlin. Wirtschaftlichkeit aufgrund der Tunnellänge und der künftig parallel verlaufenden Verbindung durch den Fehmarnbelttunnel über Dänemark fraglich.              |
| Sachalin-Hokkaidō-Tunnel | 40.000     | JP RU | La-Pérouse-Straße            | Eisenbahn                   | Feste Anbindung Japans an die Insel Sachalin und damit über den Sachalintunnel ans asiatische Festland. |
| Rostock-Gedser-Querung   | 40.000     | DE DK | Ostsee                       | Straße+Eisenbahn            | Direkte Verbindung von Ostdeutschland mit Dänemark. Verkürzung der festen Verbindung Ostmitteleuropas und angrenzender Gebiete mit ganz Skandinavien über die Öresundverbindung.                                                                                    |
| Gibraltartunnel          | 39.000     | MA ES | Straße von Gibraltar         | Eisenbahn                   | Kontinentenverbindung zwischen Europa und Afrika. |
| Erzgebirgstunnel         | 26.530     | DE    | Dresden–Prag                 | Eisenbahn                   | Studie im Januar 2016 vorgestellt |
| Barrandovtunnel          | 24.700     | CZ    | Prag–Beroun                  | Eisenbahn                   | zurückgestellt |
| Suðuroyartunnilin        | 22.500     | FO    | Sandoy–Suðuroy               | Unterwasser-Straßentunnel   | |
| Grimseltunnel            | 21.720     | CH    | Innertkirchen-Oberwald       | Eisenbahn + Stromversorgung | |
| Pacheco-Passtunnel       | 21.000     | US    | Diablo Range                 | Eisenbahn                   | |
| Tunnel Laiming           | 13.045     | DE    | Brenner-Nordzulauf           | Eisenbahn                   | Auswahltrasse im April 2021 gefunden |
| Tunnel Steinkirchen      | 12.900     | DE    | Brenner-Nordzulauf           | Eisenbahn                   | Auswahltrasse im April 2021 gefunden |
| Sachalintunnel           | 12.400     | RU    | Tatarensund                  | Eisenbahn                   | erste Planung: 1930er; erster Versuch: 1950–1953; letzte Planung: 2000 möglicher Baubeginn: nach 2025; schafft Voraussetzung für mögliche Verbindung des asiatischen Festlands mit Japan mit dem Sachalin-Hokkaidō-Tunnel.                                          |
| Axentunnel               | ca. 10.000 | CH    | Zwischen Brunnen und Flüelen | Eisenbahn                   | Baubeginn: nach 2030 |
| Tunnel Stammheim         | ca. 10.000 | DE    | Stuttgart                    | Eisenbahn                   | Teil der Schnellfahrstrecke Mannheim–Stuttgart |
| Urmibergtunnel           | ca. 7.000  | CH    | Kanton Schwyz                | Eisenbahn                   | |
| Bahnumfahrung Bellinzona | ca. 6.000  | CH    | Kanton Tessin                | Eisenbahn                   | Baubeginn: nach 2030 |
| Elbquerung (A 20)        | ca. 6.000  | DE    | Elbe                         | Straße                      | |
| Hirzel-Strassentunnel    | ca. 5.000  | CH    | Horgen/Wädenswil             | Straße                      | |